# Caminho de ferro do Montenvers

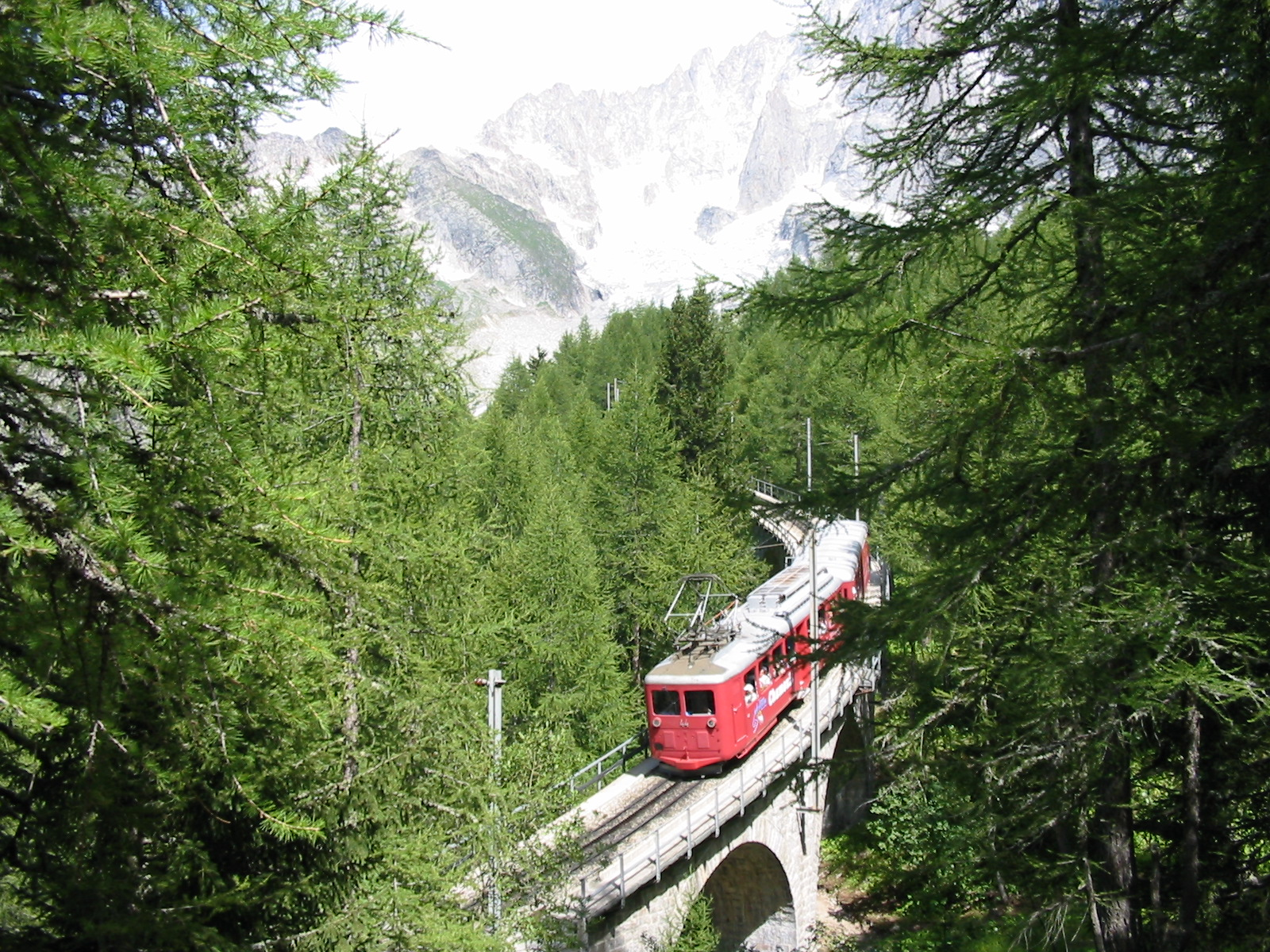
Vista do comboio a partir do caminho

O caminho de ferro de Montenvers  liga a estação de Chamonix com Montenvers, no Maciço do Monte Branco.
Com 5,1 km  de comprimento, esta linha ferroviária de bitola métrica e sistema de cremalheira liga a estação da SNCF de Chamonix com Montenvers.
A linha é explorada desde 2000 pela Companhia do Monte Branco, que também gere o domínio de esqui e as subidas mecânicas do vale de Chamonix, e entre eles o Tramway du Mont-Blanc

## História
No fim do século XIX, com o desenvolvimento do turismo em Chamonix, o transporte até Montenvers era feito a pé ou de mula. Aí se dispunha de uma magnífica vista sobre o mar de Gelo, pelo que em 1877 se previu a criação de uma linha como o caminho-de-ferro do Rigi, na Suíça, onde já milhares de passageiros eram transportados graças à locomotiva a vapor.
Entre o receio dos "Chamoniards" e o grupo dos "estrangeiros" (externos ao vale de Chamonix) decide-se finalmente esperar a chegada da Compagnie des chemins de fer de Paris à Lyon et à la Méditerranée, a PLM, que forçosamente traria mais turistas e ajudaria a rentabilizar os caminhos-de-ferro de Montenvers, pelo que a construção só começou em maio de 1906.

## Períodos
Logo na sua abertura em 1908, a linha encontrou um grande êxito, e mesmo os guias de montanha, reticentes antes da sua construção, a utilizam para ganharem um tempo preciso até chegarem ao mar de Gelo, ainda que a viagem demore 50 minutos.
Depois dos necessários trabalhos de retificação da linha com curvas menos apertadas para permitir uma maior velocidade, a eletrificação é efetiva em 1954 e o percurso só demora 20 minutos. Em 1955 cerca de 400 000 passageiros utilizaram este transporte.
Em 2008, e para celebrar o centenário da sua inauguração, foram repostas em serviço duas carruagens originais (n.º 6 e 21), utilizadas em comboios especiais.

## Imagens

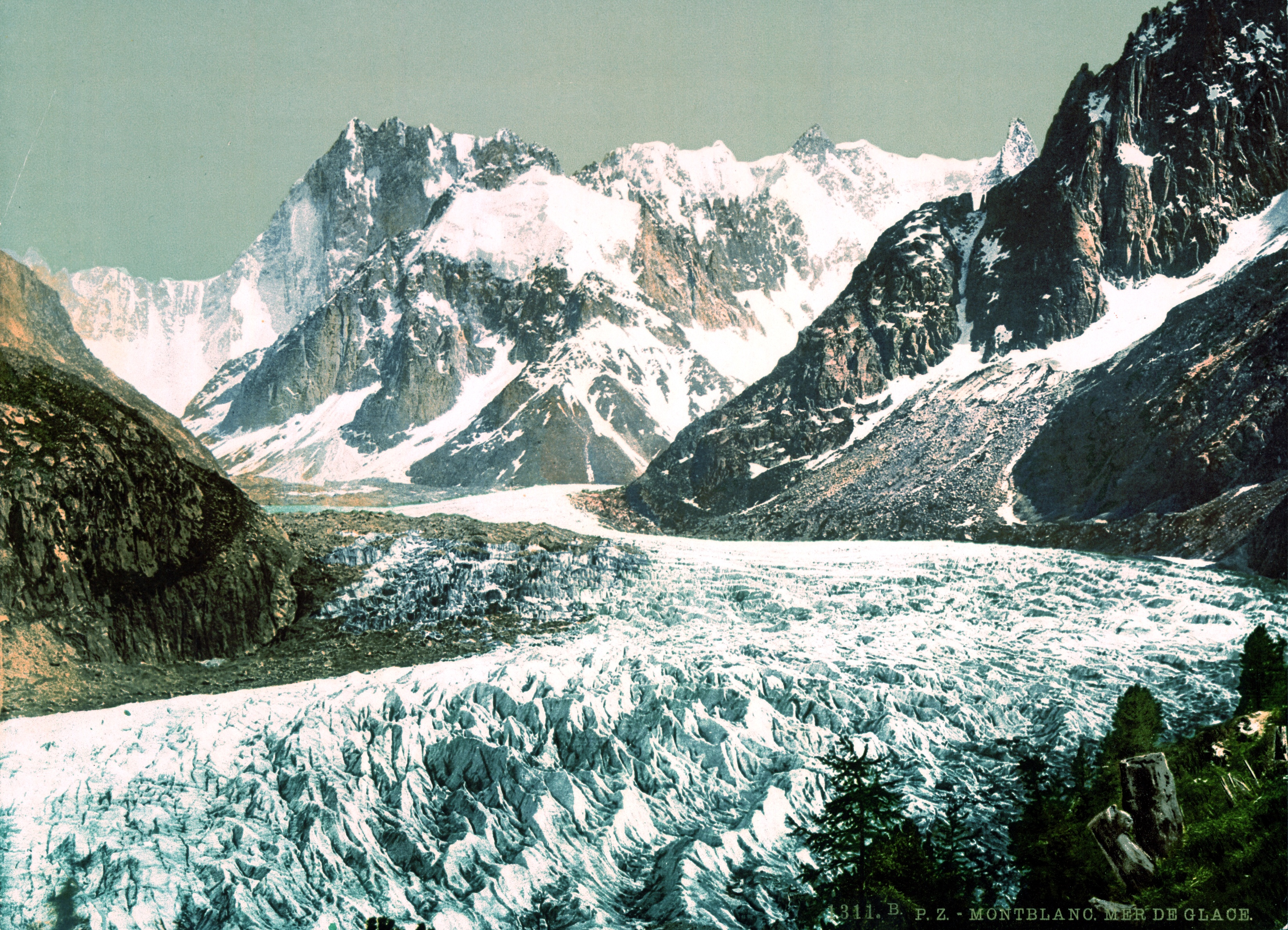
Mar de Gelo em 1890
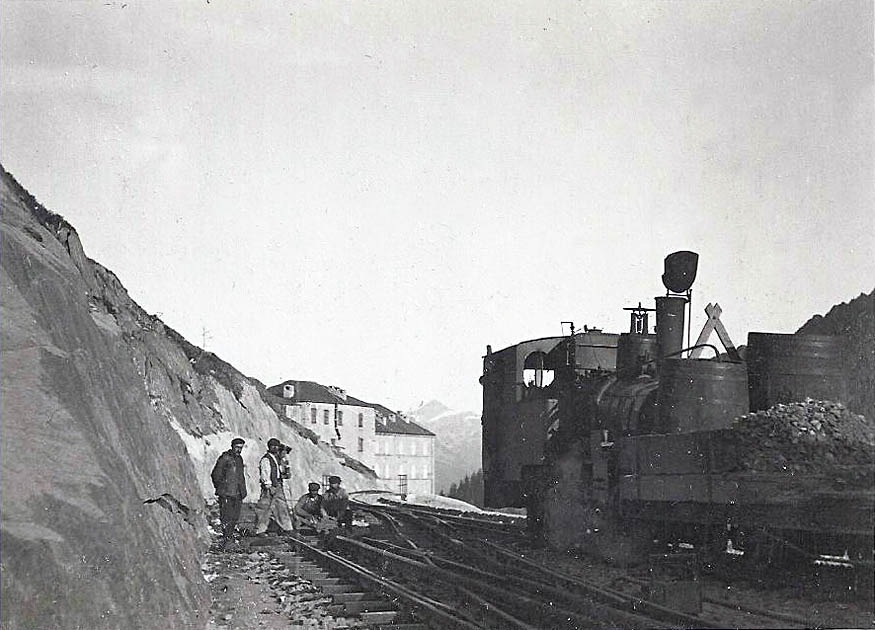
Construção da estação de Montenvers
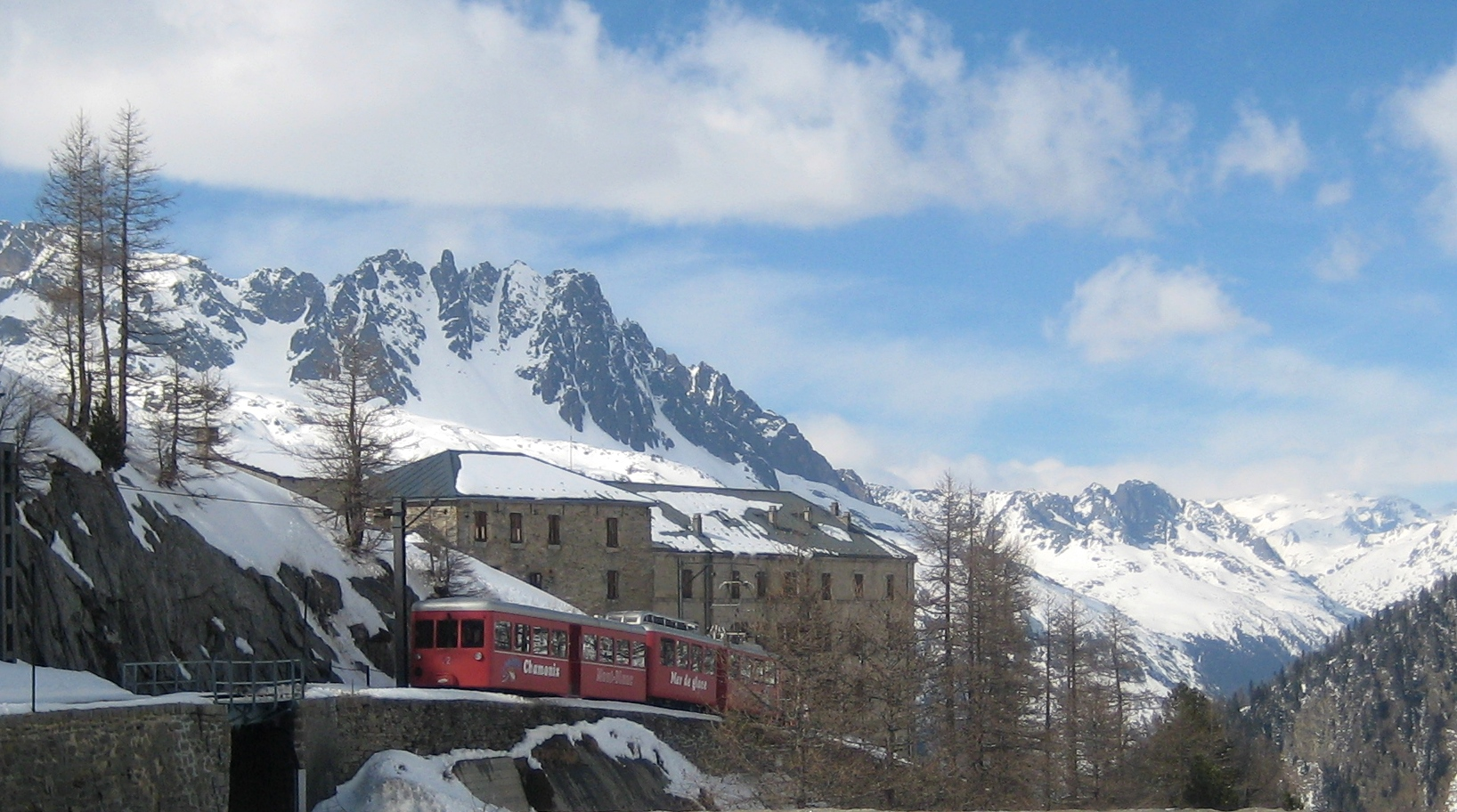
Hotel de Montenvers
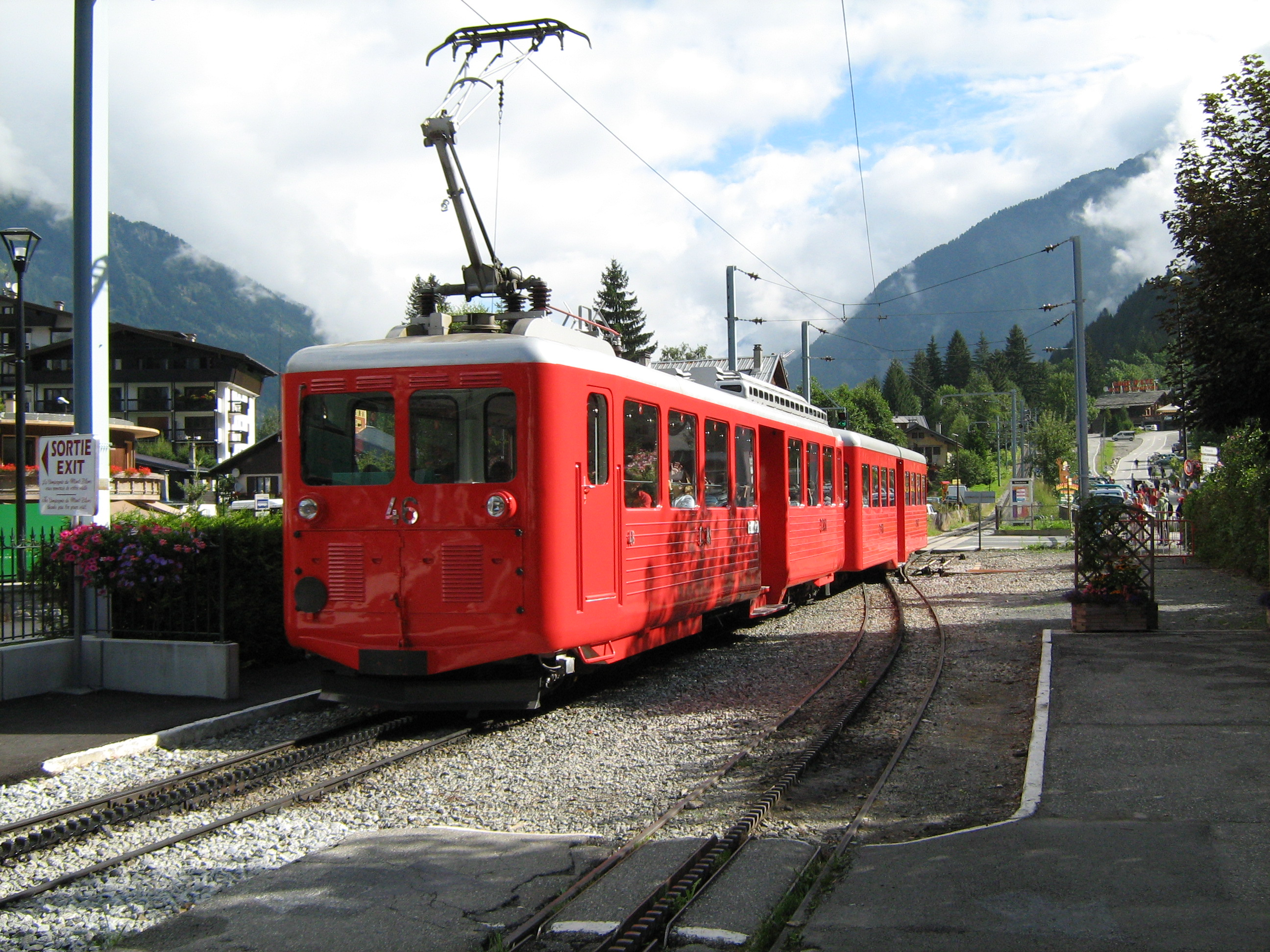
Chamonix

## Biografia
- José Banaudo, Le train de la Mer de glace. Les éditions du Cabri, 2006.